# تام فانگنئوگدن
تام فانگنئوگدن (به انگلیسی: Tom Vangeneugden) (زادهٔ ۳۱ ژانویهٔ ۱۹۸۳) شناگر اهل بلژیک است.